# 胡阳镇
胡阳镇，是中华人民共和国山東省临沂市费县下辖的一个乡镇级行政单位。

## 行政区划
胡阳镇下辖以下地区：
胡阳村、养马庄村、城立庄村、岩峪村、玉米庄村、城头村、新阳庄村、新和村、永旺村、金阳村、新胜村、幸福屯村、山阳村、义和庄村、吉山村、徕庄村和北尹村。